# Vojenská duchovní služba
Vojenská duchovní služba je jeden ze dvou svazů církví a náboženských společností registrovaných v České republice. Registrována byla 4. února 2005. Jejími členy jsou Církev římskokatolická, Církev československá husitská, Českobratrská církev evangelická, Církev bratrská, Církev adventistů sedmého dne, Pravoslavná církev v českých zemích, Jednota bratrská, Slezská církev evangelická augsburského vyznání, Starokatolická církev a Evangelická církev augsburského vyznání.
Sídlí v budově římskokatolické fary na adrese Luleč čp. 21 v okrese Vyškov. Jejími statutárními orgány jsou předseda a místopředseda svazu. Předsedou je od 7. prosince 2005 Jakub Holík, místopředsedou je od 4. února 2005 Jaromír Dus. 
Předmětem její činnosti podle registrace jsou: 
- zajišťování spolupráce a duchovní podpory pro vojenské křesťanské skupiny a sdružení
- provozování „Pastoračního centra Vojenské duchovní služby“ (Pastorační centrum Duchovní služby Armády ČR se nachází na faře v Lulči)
- organizování a zajišťování dalšího vzdělávání především v oblasti vojenské pastorace
- odborná publikační činnost

## Historie duchovní služby v AČR
První vojenský kaplan v Armádě České republiky začal působit v české jednotce IFOR/SFOR v Bosně a Hercegovině v roce 1996. Byl jím Tomáš Holub, pozdější generální sekretář České biskupské konference a poté plzeňský biskup. 
Duchovní služba byla v Armádě České republiky zavedena ke dni 22. června 1998 rozkazem ministra obrany České republiky Michala Lobkowicze č. 19. ze dne 3. června 1998. V roce 1998 byla uzavřena Dohoda o spolupráci mezi Ministerstvem obrany, Ekumenickou radou církví a Českou biskupskou konferencí a byl ustanoven hlavní kaplan Armády České republiky, který zahájil naplňování této dohody. Ve čtvrtek 26. ledna 2012 podepsali ministr obrany Alexandr Vondra a kardinál Dominik Duka dodatek k dohodě, který byl spíše technického rázu, upřesňuje početní podíl kaplanů jednotlivých církví a kritéria, podle kterých jsou duchovní pro tuto službu vybírání. V maximálním celkovém počtu 40 vojenských kaplanů v činné službě má být zastoupení jednotlivých církví podle možností následující: Církev římskokatolická 20, Církev československá husitská 7, Českobratrská církev evangelická 5, Církev bratrská 2, po jednom zástupci Církev adventistů sedmého dne, Pravoslavná církev v českých zemích, Jednota bratrská, Slezská církev evangelická augsburského vyznání, Starokatolická církev, Evangelická církev augsburského vyznání.
Podle nedatovaného článku na webu ministerstva obrany (stav v dubnu 2017) prošlo Duchovní službou Armády České republiky od roku 1998 přes 30 vojenských kaplanů ze 7 křesťanských církví a více než 30 vojenských kaplanů prošlo od roku 1996 zahraničními misemi. V „současné době“ podle tohoto textu působí v resortu obrany 27 vojenských kaplanů ze 7 křesťanských církví.
Vztah mezi Duchovní službou Armády České republiky, organizační složkou AČR, a svazem církví Vojenská duchovní služba není na webech příslušných organizací vysvětlen. Zatímco svaz Vojenská duchovní služba má oficiálně sídlo v pastoračním centru na faře v Lulči, Duchovní služba Armády České republiky uvádí své sídlo v budově Generálního štábu AČR v Praze-Dejvicích, Vítězné nám. 1500/5.

## Úkoly DS AČR
Úkolem Duchovní služby AČR má být zejména:
- podporovat velitele všech stupňů v jejich odpovědnosti za naplňování a ochranu lidského rozměru života každého vojáka v činné službě a občanského zaměstnance;
- nabízet pomoc při řešení osobních krizí i těžkostí, které vznikají v pracovním, osobním a rodinném životě pracovníků resortu Ministerstva obrany;
- přispívat k rozvíjení a prohlubování demokratických tradic evropské kultury v resortu Ministerstva obrany;
- vytvářet podmínky pro naplňování ústavně zaručených lidských práv, která souvisejí se svobodou vyznání pro pracovníky resortu Ministerstva obrany ve všech situacích spojených s plněním jejich služebních a pracovních povinností.

Duchovní služba je budována na ekumenickém základě. Nabídka pomoci je určena všem, každý jako jednotlivec má právo pomoc duchovního pro sebe vyžádat, přijmout nebo odmítnout. Chápání služby vojenského duchovního, který působí v duchovní službě, není primárně evangelizační, služba vojenského duchovního nemá být motivována snahou o získání nových členů pro svou víru či církev. Vojenské kaplany do jejich služby vysílají společně všechny křesťanské církve sdružené v Ekumenické radě církví a v České biskupské konferenci.